# JP Pietersen
Jon-Paul Roger Pietersen (Stellenbosch, 12 de julio de 1986) es un exjugador sudafricano de rugby que se desempeñaba como wing. JP Pietersen formó parte del seleccionado sudafricano que ganó la Copa Mundial de Rugby de Francia 2007.

## Carrera internacional
Debutó con la selección de rugby de Sudáfrica en un partido contra Australia en Johannesburgo el 9 de septiembre de 2006. Disputó el mundial de Francia 2007 donde los Springboks ganaron su grupo, vencieron a Fiyi 37-20 en Cuartos de final, a los Pumas 37-13 en semifinales y consiguieron su segundo título mundial ante el XV de la Rosa 15-6. Cuatro años más tarde en Nueva Zelanda 2011 los campeones del Mundo fueron derrotados 11-9 por los Wallabies en Cuartos de final.
En 2015 es seleccionado para formar parte de la selección sudafricana que participa en la Copa Mundial de Rugby de 2015. En el partido contra Samoa, que terminó con victoria sudafricana 6-46, Pietersen consiguió una tripleta de ensayos. Al siguiente partido, contra Escocia, Pietersen volvió a anotar un ensayo. En el partido por el tercer puesto, ganado por Sudáfrica 24-13 a Argentina, Pietersen anotó el primero de los dos ensayos de su equipo.
| Mundial                       | Sede          | Resultado        | PJ | Tries |
| ----------------------------- | ------------- | ---------------- | -- | ----- |
| Copa Mundial de Rugby de 2007 | Francia       | Campeón          | 6  | 4     |
| Copa Mundial de Rugby de 2011 | Nueva Zelanda | Cuartos de final | 3  | 0     |
| Copa Mundial de Rugby de 2015 | Inglaterra    | Tercer puesto    | 6  | 5     |

## Palmarés
- Campeón del Rugby Championship 2009.
- Campeón de la Top League de 2013/14 y 2014/15.